# Jack P. Pierce
Jack P. Pierce, nascido Janus Piccoula (Valdetsyou, 05 de maio de 1889 — Los Angeles, 19 de maio de 1968), 
foi um maquiador de efeitos especiais de cinema.